# یاشار (شاوشات)
یاشار (به ترکی استانبولی: Yaşar) یک منطقهٔ مسکونی در ترکیه است که در شاوشات واقع شده‌است. یاشار ۴۱ نفر جمعیت دارد.